# Fensmark Sogn
Fensmark Sogn er et sogn i Næstved Provsti (Roskilde Stift).
I 1800-tallet var Rislev Sogn anneks til Fensmark Sogn. Begge sogne hørte til Tybjerg Herred i Præstø Amt. Fensmark-Rislev sognekommune deltog frivilligt allerede inden kommunalreformen i 1970 i dannelse af Holmegaard Kommune, der ved strukturreformen i 2007 indgik i Næstved Kommune.
I Fensmark Sogn ligger Fensmark Kirke.
I sognet findes følgende autoriserede stednavne:
- Fensmark (bebyggelse, ejerlav)
- Fensmarkskov (bebyggelse)
- Holmegaards Glasværk (bebyggelse)
- Kalkerup (bebyggelse, ejerlav)
- Sibberup (bebyggelse, ejerlav)